# Selección de polo de Francia

La Selección de polo de Francia es el equipo de polo representante de Francia en las competiciones internacionales. Es una de las selecciones de polo más antiguas del mundo, participó en los primeros Juegos Olímpicos en 1900.

## Francia en los Juegos Olímpicos
Francia ha participado en dos de las cinco ediciones de los Juegos Olímpicos en donde se disputó polo. Tuvo el honor de participar en los primeros Juegos en donde el polo fue considerado olímpico en 1900. El equipo estaba mezclado por representantes británicos y franceses y empataron el tercer lugar con la Selección de polo de México.
La primera participación de Francia en unas Olimpiadas ya como selección fue en los Juegos Olímpicos de París en 1924, pero en una paupérrima participación perdiendo por goleada todos sus partidos ante Argentina, Estados Unidos, Gran Bretaña y España.

## Francia en los mundiales
El primer Campeonato Mundial de Polo en que participó Francia fue en 1989, en donde el conjunto galo alcanzó el séptimo lugar. Mejor fue su participación como local, en 2004 fue el mundial organizado en Chantilly en donde son eliminados en semifinales, perdiendo la definición por el tercer puesto ante la Selección de polo de Chile.
| Campeonato Mundial de Polo | Campeonato Mundial de Polo | Campeonato Mundial de Polo | Campeonato Mundial de Polo | Campeonato Mundial de Polo | Campeonato Mundial de Polo |
| -------------------------- | -------------------------- | -------------------------- | -------------------------- | -------------------------- | -------------------------- |
| 1987:                      | No clasificó               | 1989:                      | Primera fase               | 1992:                      | No clasificó               |
| 1995:                      | No clasificó               | 1998:                      | No clasificó               | 2001:                      | No clasificó               |
| 2004:                      | 4° lugar                   | 2008:                      | No clasificó               | 2011:                      | No clasificó               |
| 2015:                      | No clasificó               | 2017:                      | No clasificó               | 2022:                      | No clasificó               |

## Francia en el Campeonato Europeo
Francia es una de las selecciones más poderosas de Europa, ha ganado dos veces el Campeonato Europeo de Polo (2002 y 2010) y el año 2008 alcanzó el vicecampeonato.